# Rue du Roi-d'Alger
La rue du Roi-d'Alger est une voie du 18e arrondissement de Paris, en France.

## Situation et accès
La rue du Roi-d'Alger est une voie publique située dans le 18e arrondissement de Paris. Elle débute au 54, boulevard Ornano et se termine au 9, rue Neuve-de-la-Chardonnière.

## Origine du nom
Son nom est donné par le propriétaire des terrains au moment de l'ouverture de la rue en honneur d'un titre envisagé pour le fils de Napoléon III, finalement nommé prince impérial.

## Historique
Cette voie privée est ouverte sous sa dénomination actuelle en 1856.
Devenue une voie publique, elle est classée dans la voirie parisienne par un arrêté du 9 juin 1931. 